# Ferreiró (Vila do Conde)
Ferreiró é uma povoação portuguesa do Município de Vila do Conde que foi sede da extinta Freguesia de Ferreiró, freguesia que tinha 4,92 km² de área (2012) e 690 habitantes (2011), e, por isso, uma densidade populacional de 140,2 hab/km².
A Freguesia de Ferreiró foi extinta (agregada) em 2013, no âmbito de uma reforma administrativa nacional, tendo sido agregada às freguesias de Bagunte, de Outeiro Maior e de Parada, para formar uma nova freguesia denominada União das Freguesias de Bagunte, Ferreiró, Outeiro Maior e Parada com sede em Bagunte.

## População
| População da freguesia de Ferreiró | População da freguesia de Ferreiró | População da freguesia de Ferreiró | População da freguesia de Ferreiró | População da freguesia de Ferreiró | População da freguesia de Ferreiró | População da freguesia de Ferreiró | População da freguesia de Ferreiró | População da freguesia de Ferreiró | População da freguesia de Ferreiró | População da freguesia de Ferreiró | População da freguesia de Ferreiró | População da freguesia de Ferreiró | População da freguesia de Ferreiró | População da freguesia de Ferreiró |
| ---------------------------------- | ---------------------------------- | ---------------------------------- | ---------------------------------- | ---------------------------------- | ---------------------------------- | ---------------------------------- | ---------------------------------- | ---------------------------------- | ---------------------------------- | ---------------------------------- | ---------------------------------- | ---------------------------------- | ---------------------------------- | ---------------------------------- |
| 1864                               | 1878                               | 1890                               | 1900                               | 1911                               | 1920                               | 1930                               | 1940                               | 1950                               | 1960                               | 1970                               | 1981                               | 1991                               | 2001                               | 2011                               |
| 203                                | 237                                | 265                                | 285                                | 314                                | 316                                | 284                                | 362                                | 378                                | 412                                | 499                                | 550                                | 651                                | 660                                | 690                                |

| Distribuição da População por Grupos Etários | Distribuição da População por Grupos Etários | Distribuição da População por Grupos Etários | Distribuição da População por Grupos Etários | Distribuição da População por Grupos Etários | Distribuição da População por Grupos Etários | Distribuição da População por Grupos Etários | Distribuição da População por Grupos Etários | Distribuição da População por Grupos Etários | Distribuição da População por Grupos Etários |
| -------------------------------------------- | -------------------------------------------- | -------------------------------------------- | -------------------------------------------- | -------------------------------------------- | -------------------------------------------- | -------------------------------------------- | -------------------------------------------- | -------------------------------------------- | -------------------------------------------- |
| Ano                                          | 0-14 Anos                                    | 15-24 Anos                                   | 25-64 Anos                                   | > 65 Anos                                    |                                              | 0-14 Anos                                    | 15-24 Anos                                   | 25-64 Anos                                   | > 65 Anos                                    |
| 2001                                         | 150                                          | 101                                          | 329                                          | 80                                           |                                              | 22,7%                                        | 15,3%                                        | 49,8%                                        | 12,1%                                        |
| 2011                                         | 146                                          | 88                                           | 368                                          | 88                                           |                                              | 21,2%                                        | 12,8%                                        | 53,3%                                        | 12,8%                                        |

Média do País no censo de 2001:  0/14 Anos-16,0%; 15/24 Anos-14,3%; 25/64 Anos-53,4%; 65 e mais Anos-16,4%
Média do País no censo de 2011:   0/14 Anos-14,9%; 15/24 Anos-10,9%; 25/64 Anos-55,2%; 65 e mais Anos-19,0%

## Geografia
Confronta rio Ave, pelo sul, com Fradelos (Vila Nova de Famalicão), pelo nascente, com Parada, pelo norte, e com Bagunte, pelo poente.

## História
Ocorre já no Censual do Bispo D. Pedro (cerca de 1090), sob a designação de Ferreirola; pagava então dois quarteiros, certamente pela sua reduzida população; sob as formas de Ferreiroa e Ferreirolas, ocorre nos documentos do Mosteiro de S. Simão da Junqueira dos séculos XII e XIII.
Nas Inquirições de D. Afonso II, juram sete homens, além do abade, e não havia mais, excepto dois que estavam doentes. Regista-se então que fizera aí uma aquisição um senhor de Cavaleiros (do Outeiro Maior), de nome Soeiro Fafes. Senhores de Cavaleiros serão de novo mencionados nas "Memórias Paroquiais de 1758" sobre a freguesia.
Nas Inquirições de D. Afonso III, assinala-se lá a rapina de Martinho Lourenço da Cunha e afirma-se que Ferreiroo é honra de Martinho Pacheca.
Domingos da Soledade Silos, em 1845, informa que a igreja “está segura e decente”, que, além do pároco, existem mais dois sacerdotes na freguesia e que a sua população é reduzida, chegando a propor a sua anexação a Parada.
Ferreiró tem registos paroquiais muito antigos: os de óbito começam em 1599, os de casamento em 1600 e os de baptismo em 1601. Possui também alguns róis de crismados.
O nome mais ilustre da história da terra é o de Joaquim Fonseca da Cruz (1852-1898), que foi Visconde de S. Marinha da Trindade. Depois de passar pelo Brasil e Angola, voltou rico à terra natal, para cujo progresso muito contribuiu (escola de Conde de Ferreira e Igreja da Santíssima Trindade). 
Na história de Ferreiró também se assinala o contributo de Ricardo Severo - arqueólogo da Citânia de Bagunte - e Fonseca Cardoso, autores dum trabalho intitulado “O ossuário da freguesia de Ferreiró”, saído na Portugália. 
A antiga igreja paroquial merece a maior atenção, pois, ao longo dos séculos, poucos acrescentos terá sofrido relativamente ao edifício original medieval. Curioso o humilde torreão da sineira. Ricardo Severo e Fonseca Cardoso descrevem-na assim por volta de 1900: "O seu aspecto é dos mais primitivos e singelos, sem torre nem galilé ou alpendre; não obstante, o pequeno âmbito deste pobre templo chegou de sobra para abrigar os fregueses durante as cerimónias de culto, e para necrotério dos antepassados". É antiga e de boa qualidade a imagem da padroeira que nela se venera.
A festa mais concorrida de Ferreiró é celebrada em honra da Santíssima Trindade.
Durante séculos, foi próspera a indústria de moagem nas margens do Ave. 
Os autores já citados dão conta do tradicional isolamento da freguesia nestes termos: "Encravada nesta parte mais escusa do Ave, em um cotovelo do rio, distante de vau ou estrada de grande trânsito, esta aldeia permaneceu sempre alheia à vida das restantes povoações, pobre de aspectos e pobre de torrão". Hoje, porém, Ferreiró tem bom acesso e o seu centro, o Largo da Trindade, é um espaço muito agradável. 
Fez parte do concelho de Vila Nova de Famalicão até 1836, data em que passou para o concelho (atual município) de Vila do Conde.
Encostado ao rio ave tem um Parque de Campismo, denominado Parque de Campismo do Ave. .
Com o objectivo de preservar a tradição, Henrique Costa iniciou uma actividade de recriação da cozedura tradicional de pão. Podendo-se observar a moagem, a confeção e a cozedura a forno de lenha. Tendo o maior cuidado na recriação história tão vivenciada na freguesia em tempos idos.

## Património
- Castro de Santa Marinha de Ferreiró
- Azenhas do Ave